# Paris Saint-Germain Football Club 2014-2015
Questa voce raccoglie le informazioni riguardanti il Paris Saint-Germain Football Club nelle competizioni ufficiali della stagione 2014-2015.

## Stagione
La stagione 2014-2015 del Paris SG è la 42ª in Ligue 1. Laurent Blanc viene riconfermato nel ruolo di allenatore del club. La prima partita di campionato viene pareggiata 2-2 sul campo dello Stade Reims mentre la prima vittoria arriva alla seconda giornata in casa al Parc des Princes contro il Bastia per 2-0. In Champions League l'avventura inizia con un pareggio sul campo dell'Ajax mentre il 30 settembre 2014 arriva la prima vittoria del girone nella gara giocata in casa contro il Barcellona per 3-2.

## Divise e sponsor
Lo sponsor tecnico per la stagione 2014-2015 è Nike, mentre lo sponsor ufficiale è Fly Emirates. La prima maglia è blu con una doppia striscia verticale rossa e bianca, calzoncini e calzettoni blu. La seconda maglia è bianca, calzoncini rossi e calzettoni bianchi.
| Casa | Trasferta | Terza divisa |

## Rosa
| N. |                           | Ruolo | Calciatore               |
| -- | ------------------------- | ----- | ------------------------ |
| 1  | Francia (bandiera)        | P     | Nicolas Douchez          |
| 2  | Brasile (bandiera)        | D     | Thiago Silva (capitano)  |
| 4  | Francia (bandiera)        | C     | Yohan Cabaye             |
| 5  | Brasile (bandiera)        | D     | Marquinhos               |
| 6  | Francia (bandiera)        | D     | Zoumana Camara           |
| 7  | Brasile (bandiera)        | C     | Lucas                    |
| 8  | Italia (bandiera)         | C     | Thiago Motta             |
| 9  | Uruguay (bandiera)        | A     | Edinson Cavani           |
| 10 | Svezia (bandiera)         | A     | Zlatan Ibrahimović       |
| 14 | Francia (bandiera)        | C     | Blaise Matuidi           |
| 15 | Francia (bandiera)        | A     | Jean-Christophe Bahebeck |
| 16 | Francia (bandiera)        | P     | Mike Maignan             |
| 17 | Brasile (bandiera)        | D     | Maxwell                  |
| 19 | Costa d'Avorio (bandiera) | D     | Serge Aurier             |
| 20 | Francia (bandiera)        | C     | Clément Chantôme         |

| N. |                        | Ruolo | Calciatore           |
| -- | ---------------------- | ----- | -------------------- |
| 21 | Francia (bandiera)     | D     | Lucas Digne          |
| 22 | Argentina (bandiera)   | A     | Ezequiel Lavezzi     |
| 23 | Paesi Bassi (bandiera) | D     | Gregory van der Wiel |
| 24 | Italia (bandiera)      | C     | Marco Verratti       |
| 25 | Francia (bandiera)     | C     | Adrien Rabiot        |
| 27 | Argentina (bandiera)   | C     | Javier Pastore       |
| 30 | Italia (bandiera)      | P     | Salvatore Sirigu     |
| 32 | Brasile (bandiera)     | D     | David Luiz           |
| 34 | Francia (bandiera)     | C     | Franck-Yves Bambock  |
| 35 | Francia (bandiera)     | A     | Hervin Ongenda       |
| 35 | Francia (bandiera)     | A     | Jean-Kévin Augustin  |
| 38 | Francia (bandiera)     | D     | Presnel Kimpembe     |
| 39 | Francia (bandiera)     | C     | Romuald Lacazette    |
| 40 | Francia (bandiera)     | P     | Mory Diaw            |

## Calciomercato

### Sessione estiva(dal 10/6 all'1/9)
La sessione estiva di mercato si apre con l'acquisto del difensore David Luiz dal Chelsea per la cifra record di 49,5 milioni di euro e con l'acquisto in prestito del difensore ivoriano Serge Aurier dal Tolosa con la formula del prestito. Ritornano alla base anche il centrocampista Clément Chantôme e l'attaccante Jean-Christophe Bahebeck avendo terminato i prestiti rispettivamente al Tolosa e al Valenciennes. Sul fronte cessioni invece lasciano il club il difensore Alex, l'attaccante Jérémy Ménez che si accasano entrambi al Milan e l'attaccante Kingsley Coman che invece sceglie di indossare la maglia della Juventus. Successivamente viene ceduto il difensore Christophe Jallet al Lione per 1,5 milioni di euro e vengono ceduti in prestito il portiere Alphonse Areola e l'attaccante Hervin Ongenda entrambi al Bastia.
| Acquisti | Acquisti                 | Acquisti              | Acquisti                    |
| R.       | Nome                     | da                    | Modalità                    |
| -------- | ------------------------ | --------------------- | --------------------------- |
| P        | Alphonse Areola          | Lens                  | fine prestito               |
| D        | Serge Aurier             | Tolosa                | prestito                    |
| D        | Jordan Ikoko             | Créteil-Lusitanos     | fine prestito               |
| D        | David Luiz               | Chelsea               | definitivo (49,5 milioni £) |
| C        | Clément Chantôme         | Tolosa                | fine prestito               |
| C        | Romain Habran            | Paris Saint-Germain 2 | contratto da professionista |
| C        | Romuald Lacazette        | Paris Saint-Germain 2 | contratto da professionista |
| A        | Jean-Christophe Bahebeck | Valenciennes          | fine prestito               |

| Cessioni | Cessioni          | Cessioni        | Cessioni                   |
| R.       | Nome              | a               | Modalità                   |
| -------- | ----------------- | --------------- | -------------------------- |
| P        | Alphonse Areola   | Bastia          | prestito                   |
| D        | Alex              |                 | svincolato                 |
| D        | Antoine Conte     |                 | svincolato                 |
| D        | Jordan Ikoko      | Le Havre        | prestito                   |
| D        | Christophe Jallet | Olympique Lione | definitivo (1,5 milioni €) |
| D        | Youssouf Sabaly   | Évian TG        | rinnovo prestito           |
| D        | Kalifa Traoré     |                 | svincolato                 |
| C        | Kingsley Coman    |                 | svincolato                 |
| C        | Romain Habran     | Sochaux         | prestito                   |
| C        | Jérémy Ménez      |                 | svincolato                 |
| A        | Hervin Ongenda    | Bastia          | prestito                   |

### Sessione invernale(dal 3/1 al 2/2)
| Acquisti | Acquisti | Acquisti | Acquisti |
| R.       | Nome     | da       | Modalità |
| -------- | -------- | -------- | -------- |

| Cessioni | Cessioni         | Cessioni | Cessioni   |
| R.       | Nome             | a        | Modalità   |
| -------- | ---------------- | -------- | ---------- |
| C        | Clément Chantôme |          | svincolato |

## Risultati

### Ligue 1

#### Girone d'andata
| Arbitro: | Lannoy |

|                         |           |                     |
| Oniangué 22’ Devaux 34’ | Marcatori | 7’, 63’ Ibrahimović |

| Arbitro: | Delerue |

|                      |           |  |
| Lucas 26’ Cavani 57’ | Marcatori |  |

| Annecy 22 agosto 2014, ore 20:30 CEST 3ª giornata | Évian TG | 0 – 0 referto | Paris Saint-Germain | Parc des Sports (14.600 spett.)\| Arbitro: \| Bastien \| |
| Arbitro:                                          | Bastien  |               |                     |                                                          |

| Arbitro: | Turpin |

|                                                         |           |  |
| Ruffier 24’ (aut.) Ibrahimović 41’, 62’, 72’ Cavani 63’ | Marcatori |  |

| Arbitro: | Gautier |

|                    |           |            |
| Maxwell 55’ (aut.) | Marcatori | 43’ Camara |

| Arbitro: | Buquet |

|            |           |            |
| Cavani 20’ | Marcatori | 84’ Umtiti |

| Arbitro: | Bien |

|  |           |                          |
|  | Marcatori | 18’ Lucas 57’ Marquinhos |

| Arbitro: | Chapron |

|               |           |              |
| Ben Yedder 8’ | Marcatori | 33’ Bahebeck |

| Arbitro: | Bastien |

|           |           |               |
| Lucas 71’ | Marcatori | 90+2’ Martial |

| Arbitro: | Rainville |

|               |           |                                          |
| Coulibaly 10’ | Marcatori | 28’ Cabaye 34’ Maxwell 55’ (rig.) Cavani |

| Arbitro: | Chapron |

|                                            |           |  |
| Lucas 45+3’ (rig.), 50’ (rig.) Lavezzi 81’ | Marcatori |  |

| Arbitro: | Thual |

|               |           |                         |
| Guerreiro 42’ | Marcatori | 60’ Cavani 68’ Bahebeck |

| Arbitro: | Turpin |

|                      |           |  |
| Lucas 38’ Cavani 85’ | Marcatori |  |

| Arbitro: | Fautrel |

|                              |           |                                            |
| Maïga 49’ (rig.), 53’ (rig.) | Marcatori | 9’ Pastore 16’ (aut.) Bussmann 84’ Lavezzi |

| Arbitro: | Desiage |

|                        |           |  |
| Ibrahimović 15’ (rig.) | Marcatori |  |

| Arbitro: | Jaffredo |

|                   |           |            |
| Sirigu 42’ (aut.) | Marcatori | 29’ Cavani |

| Arbitro: | Bastien |

|                      |           |           |
| Ibrahimović 34’, 48’ | Marcatori | 8’ Bedoya |

| Arbitro: | Gautier |

|          |           |  |
| Pied 11’ | Marcatori |  |

| Parigi 20 dicembre 2014, ore 17:00 CET 19ª giornata | Paris Saint-Germain | 0 – 0 referto | Montpellier | Parc des Princes (46.157 spett.)\| Arbitro: \| Moreira \| |
| Arbitro:                                            | Moreira             |               |             |                                                           |

#### Girone di ritorno
| Arbitro: | Fautrel |

|                                                    |           |                      |
| Boudebouz 32’ (rig.) Modesto 45’ Palmieri 56’, 89’ | Marcatori | 10’ Lucas 20’ Rabiot |

| Arbitro: | Varela |

|                                                    |           |                                     |
| David Luiz 30’ Verratti 38’ Pastore 74’ Cavani 89’ | Marcatori | 14’ Barbosa 63’ (aut.) van der Wiel |

| Arbitro: | Buquet |

|  |           |                        |
|  | Marcatori | 61’ (rig.) Ibrahimović |

| Arbitro: | Kalt |

|             |           |  |
| Lavezzi 29’ | Marcatori |  |

| Arbitro: | Turpin |

|           |           |                        |
| N'Jie 31’ | Marcatori | 69’ (rig.) Ibrahimović |

| Arbitro: | Schneider |

|                            |           |                       |
| Ibrahimović 2’ Lavezzi 40’ | Marcatori | 89’ Sala 90+2’ Bazile |

| Arbitro: | Delerue |

|                                  |           |                |
| Rabiot 27’, 48’ Thiago Silva 74’ | Marcatori | 51’ Ben Yedder |

| Principato di Monaco 1º marzo 2015, ore 21:00 CET 27ª giornata | Monaco | 0 – 0 referto | Paris Saint-Germain | Stade Louis II (12.065 spett.)\| Arbitro: \| Varela \| |
| Arbitro:                                                       | Varela |               |                     |                                                        |

| Arbitro: | Bien |

|                                                               |           |              |
| David Luiz 44’ Ibrahimović 60’ (rig.) Matuidi 80’ Pastore 83’ | Marcatori | 68’ Touzghar |

| Arbitro: | Jaffredo |

|                               |           |                             |
| Sané 18’ Khazri 70’ Rolán 89’ | Marcatori | 50’, 85’ (rig.) Ibrahimović |

| Arbitro: | Chapron |

|                                          |           |          |
| Ibrahimović 4’ (rig.), 82’ (rig.), 90+2’ | Marcatori | 67’ Ayew |

| Arbitro: | Buquet |

|                 |           |                                             |
| Gignac 30’, 43’ | Marcatori | 35’ Matuidi 49’ Marquinhos 51’ (aut.) Morel |

| Arbitro: | Lesage |

|                                          |           |           |
| Verratti 25’ Cavani 42’ van der Wiel 77’ | Marcatori | 53’ Maïga |

| Arbitro: | Desiage |

|              |           |                                    |
| Bodmer 45+1’ | Marcatori | 39’, 63’ Pastore 69’ (rig.) Cavani |

| Arbitro: | Turpin |

|                                                        |           |          |
| Maxwell 1’ Cavani 4’, 73’ (rig.) Lavezzi 28’, 44’, 77’ | Marcatori | 59’ Baša |

| Arbitro: | Buquet |

|  |           |                       |
|  | Marcatori | 3’ Cavani 31’ Matuidi |

| Arbitro: | Moreira |

|                                                             |           |  |
| Cavani 2’, 52’, 70’ Ibrahimović 18’, 90’ (rig.) Maxwell 56’ | Marcatori |  |

| Arbitro: | Fautrel |

|             |           |                         |
| Mounier 40’ | Marcatori | 17’ Matuidi 25’ Lavezzi |

| Arbitro: | Turpin |

|                            |           |                    |
| Cavani 30’, 83’ Rabiot 45’ | Marcatori | 54’ Mandi 89’ Kiey |

### Coppa di Francia

#### Fase a eliminazione diretta
| Arbitro: | Desiage |

|  |           |                                          |
|  | Marcatori | 63’ Chantôme 79’ Ibrahimović 90+1’ Lucas |

| Arbitro: | Bastien |

|                        |           |           |
| Cavani 14’ Pastore 33’ | Marcatori | 46’ Rolán |

| Arbitro: | Lannoy |

|                       |           |  |
| Cavani 19’ Cabaye 34’ | Marcatori |  |

| Arbitro: | Turpin |

|                          |           |  |
| David Luiz 3’ Cavani 52’ | Marcatori |  |

| Arbitro: | Fautrel |

|                                                |           |             |
| Ibrahimović 21’ (rig.), 81’, 90+2’ Lavezzi 60’ | Marcatori | 25’ Hamouma |

| Arbitro: | Gautier |

|  |           |            |
|  | Marcatori | 64’ Cavani |

### Coppa di Lega

#### Fase a eliminazione diretta
| Arbitro: | Lannoy |

|                    |           |                                    |
| Cavalli 27’ (rig.) | Marcatori | 54’ Cavani 80’ Aurier 84’ Bahebeck |

| Arbitro: | Ennjimi |

|  |           |                 |
|  | Marcatori | 72’ Ibrahimović |

| Arbitro: | Jaffredo |

|  |           |             |
|  | Marcatori | 27’ Maxwell |

| Arbitro: | Bastien |

|  |           |                                               |
|  | Marcatori | 21’ (rig.), 41’ Ibrahimović 80’, 90+2’ Cavani |

### Champions League

#### Fase a gironi
| Arbitro: | Stark |

|            |           |            |
| Schøne 74’ | Marcatori | 14’ Cavani |

| Arbitro: | Rizzoli |

|                                         |           |                      |
| David Luiz 10’ Verratti 26’ Matuidi 54’ | Marcatori | 12’ Messi 56’ Neymar |

| Arbitro: | Hategan |

|  |           |            |
|  | Marcatori | 87’ Cavani |

| Arbitro: | Benquerença |

|           |           |  |
| Cavani 1’ | Marcatori |  |

| Arbitro: | Jug |

|                                 |           |              |
| Cavani 33’, 83’ Ibrahimović 78’ | Marcatori | 67’ Klaassen |

| Arbitro: | Atkinson |

|                                 |           |                 |
| Messi 19’ Neymar 42’ Suárez 77’ | Marcatori | 15’ Ibrahimović |

#### Fase a eliminazione diretta
| Arbitro: | Cakir |

|            |           |              |
| Cavani 54’ | Marcatori | 36’ Ivanović |

| Arbitro: | Kuipers |

|                              |           |                                  |
| Cahill 81’ Hazard 96’ (rig.) | Marcatori | 86’ David Luiz 114’ Thiago Silva |

| Arbitro: | Clattenburg |

|                    |           |                            |
| Mathieu 83’ (aut.) | Marcatori | 18’ Neymar 67’, 79’ Suárez |

| Arbitro: | Moen |

|                 |           |  |
| Neymar 14’, 34’ | Marcatori |  |

### Supercoppa di Francia
| Arbitro: | Turpin |

|                            |           |  |
| Ibrahimović 8’, 20’ (rig.) | Marcatori |  |

## Statistiche

### Statistiche di squadra
| Competizione          | Punti | In casa | In casa | In casa | In casa | In casa | In casa | In trasferta | In trasferta | In trasferta | In trasferta | In trasferta | In trasferta | Totale | Totale | Totale | Totale | Totale | Totale | DR  |
| Competizione          | Punti | G       | V       | N       | P       | Gf      | Gs      | G            | V            | N            | P            | Gf           | Gs           | G      | V      | N      | P      | Gf     | Gs     | DR  |
| --------------------- | ----- | ------- | ------- | ------- | ------- | ------- | ------- | ------------ | ------------ | ------------ | ------------ | ------------ | ------------ | ------ | ------ | ------ | ------ | ------ | ------ | --- |
| Ligue 1               | 83    | 19      | 15      | 4       | 0       | 52      | 14      | 19           | 9            | 7            | 3            | 31           | 22           | 38     | 24     | 11     | 3      | 83     | 36     | +47 |
| Coppa di Francia      | -     | 4       | 4       | 0       | 0       | 10      | 2       | 1            | 1            | 0            | 0            | 3            | 0            | 6      | 6      | 0      | 0      | 14     | 2      | +12 |
| Coppa di Lega         | -     | -       | -       | -       | -       | -       | -       | 3            | 3            | 0            | 0            | 5            | 1            | 4      | 4      | 0      | 0      | 9      | 1      | +8  |
| Champions League      | -     | 5       | 3       | 1       | 1       | 9       | 7       | 5            | 1            | 1            | 2            | 5            | 8            | 10     | 4      | 2      | 3      | 14     | 15     | -1  |
| Supercoppa di Francia | -     | -       | -       | -       | -       | -       | -       | -            | -            | -            | -            | -            | -            | 1      | 1      | 0      | 0      | 2      | 0      | +2  |
| Totale                | -     | 28      | 22      | 5       | 2       | 71      | 23      | 28           | 14           | 8            | 5            | 44           | 31           | 59     | 39     | 13     | 6      | 122    | 54     | +68 |

### Andamento in campionato
| Giornata  | 1  | 2 | 3  | 4 | 5 | 6 | 7 | 8 | 9 | 10 | 11 | 12 | 13 | 14 | 15 | 16 | 17 | 18 | 19 | 20 | 21 | 22 | 23 | 24 | 25 | 26 | 27 | 28 | 29 | 30 | 31 | 32 | 33 | 34 | 35 | 36 | 37 | 38 |
| --------- | -- | - | -- | - | - | - | - | - | - | -- | -- | -- | -- | -- | -- | -- | -- | -- | -- | -- | -- | -- | -- | -- | -- | -- | -- | -- | -- | -- | -- | -- | -- | -- | -- | -- | -- | -- |
| Luogo     | T  | C | T  | C | T | C | T | T | C | T  | C  | T  | C  | T  | C  | T  | C  | T  | C  | T  | C  | T  | C  | T  | C  | C  | T  | C  | T  | C  | T  | C  | T  | C  | T  | C  | T  | C  |
| Risultato | N  | V | N  | V | N | N | V | N | N | V  | V  | V  | V  | V  | V  | N  | V  | P  | N  | P  | V  | V  | V  | N  | N  | V  | N  | V  | P  | V  | V  | V  | V  | V  | V  | V  | V  | V  |
| Posizione | 11 | 3 | 13 | 2 | 5 | 5 | 4 | 4 | 3 | 2  | 2  | 2  | 2  | 2  | 2  | 2  | 2  | 2  | 3  | 4  | 3  | 3  | 3  | 3  | 3  | 2  | 2  | 2  | 2  | 1  | 1  | 1  | 1  | 1  | 1  | 1  | 1  | 1  |

Fonte:  Classements, su lfp.fr, LFP.
Legenda:

Luogo: C = Casa; T = Trasferta. Risultato: V = Vittoria; N = Pareggio; P = Sconfitta.

### Statistiche dei giocatori
| Giocatore       | Ligue 4  | Ligue 4 | Ligue 4     | Ligue 4    | Coppa di Francia Coppa di Lega | Coppa di Francia Coppa di Lega | Coppa di Francia Coppa di Lega | Coppa di Francia Coppa di Lega | Champions League | Champions League | Champions League | Champions League | Supercoppa di Francia | Supercoppa di Francia | Supercoppa di Francia | Supercoppa di Francia | Totale   | Totale | Totale      | Totale     |
| Giocatore       | Presenze | Reti    | Ammonizioni | Espulsioni | Presenze                       | Reti                           | Ammonizioni                    | Espulsioni                     | Presenze         | Reti             | Ammonizioni      | Espulsioni       | Presenze              | Reti                  | Ammonizioni           | Espulsioni            | Presenze | Reti   | Ammonizioni | Espulsioni |
| --------------- | -------- | ------- | ----------- | ---------- | ------------------------------ | ------------------------------ | ------------------------------ | ------------------------------ | ---------------- | ---------------- | ---------------- | ---------------- | --------------------- | --------------------- | --------------------- | --------------------- | -------- | ------ | ----------- | ---------- |
| S. Atlan        | 0        | 0       | 0           | 0          | -                              | -                              | -                              | -                              | -                | -                | -                | -                | -                     | -                     | -                     | -                     | 0        | 0      | 0           | 0          |
| J.K. Augustin   | 0        | 0       | 0           | 0          | 1+0                            | 0                              | 0                              | 0                              | 0                | 0                | 0                | 0                | 0                     | 0                     | 0                     | 0                     | 1        | 0      | 0           | 0          |
| S. Aurier       | 14       | 0       | 2           | 0          | 0+2                            | 0+1                            | 0                              | 0                              | 0                | 0                | 0                | 0                | 0                     | 0                     | 0                     | 0                     | 16       | 1      | 2           | 0          |
| J. Bahebeck     | 15       | 2       | 2           | 0          | 4+1                            | 0+1                            | 0                              | 0                              | 3                | 0                | 0                | 0                | 1                     | 0                     | 0                     | 0                     | 24       | 3      | 2           | 0          |
| F.Y. Bambock    | -        | -       | -           | -          | -                              | -                              | -                              | -                              | -                | -                | -                | -                | 0                     | 0                     | 0                     | 0                     | 0        | 0      | 0           | 0          |
| Y. Cabaye       | 24       | 1       | 7           | 1          | 4+3                            | 1+0                            | 0                              | 0                              | 5                | 0                | 1                | 0                | -                     | -                     | -                     | -                     | 36       | 2      | 8           | 1          |
| Z. Camara       | 8        | 1       | 0           | 0          | 1+0                            | 0                              | 2+0                            | 1+0                            | 0                | 0                | 0                | 0                | 1                     | 0                     | 0                     | 0                     | 10       | 1      | 2           | 1          |
| E. Cavani       | 34       | 18      | 2           | 1          | 4+3                            | 4+3                            | 0                              | 0                              | 10               | 6                | 1                | 0                | 1                     | 0                     | 0                     | 0                     | 52       | 31     | 3           | 1          |
| C. Chantôme     | 6        | 0       | 0           | 0          | 1+1                            | 1+0                            | 1+1                            | 0                              | 3                | 0                | 0                | 0                | 1                     | 0                     | 0                     | 0                     | 12       | 1      | 2           | 0          |
| David Luiz      | 28       | 2       | 5           | 0          | 4+3                            | 1+0                            | 2+1                            | 0                              | 10               | 2                | 2                | 0                | -                     | -                     | -                     | -                     | 45       | 5      | 10          | 0          |
| R. de Sa        | 0        | 0       | 0           | 0          | -                              | -                              | -                              | -                              | -                | -                | -                | -                | -                     | -                     | -                     | -                     | 0        | 0      | 0           | 0          |
| M. Diaw         | -        | -       | -           | -          | -                              | -                              | -                              | -                              | -                | -                | -                | -                | -                     | -                     | -                     | -                     | -        | -      | -           | -          |
| L. Digne        | 15       | 0       | 1           | 0          | 5+2                            | 0                              | 0                              | 0                              | 1                | 0                | 0                | 0                | 1                     | 0                     | 0                     | 0                     | 24       | 0      | 1           | 0          |
| N. Douchez      | 5        | -8      | 0           | 0          | 6+4                            | -3                             | 0                              | 0                              | 0                | 0                | 0                | 0                | 0                     | 0                     | 0                     | 0                     | 15       | -11    | 0           | 0          |
| Z. Ibrahimović  | 24       | 19      | 3           | 0          | 3+3                            | 4+3                            | 1+1                            | 0                              | 6                | 2                | 1                | 1                | 1                     | 2                     | 0                     | 0                     | 37       | 30     | 6           | 1          |
| J. Kimmakon     | 0        | 0       | 0           | 0          | 0+1                            | 0                              | 0                              | 0                              | -                | -                | -                | -                | -                     | -                     | -                     | -                     | 1        | 0      | 0           | 0          |
| P. Kimpembe     | 1        | 0       | 0           | 0          | 0                              | 0                              | 0                              | 0                              | 0                | 0                | 0                | 0                | 0                     | 0                     | 0                     | 0                     | 1        | 0      | 0           | 0          |
| R. Lacazette    | 0        | 0       | 0           | 0          | -                              | -                              | -                              | -                              | -                | -                | -                | -                | -                     | -                     | -                     | -                     | 0        | 0      | 0           | 0          |
| E. Lavezzi      | 31       | 8       | 2           | 0          | 5+3                            | 1+0                            | 1+2                            | 0                              | 8                | 0                | 0                | 0                | -                     | -                     | -                     | -                     | 47       | 9      | 5           | 0          |
| Lucas           | 29       | 7       | 2           | 0          | 4+4                            | 1+0                            | 0+2                            | 0                              | 8                | 0                | 0                | 0                | 1                     | 0                     | 0                     | 0                     | 46       | 8      | 4           | 0          |
| M. Maignan      | 0        | -0      | 0           | 0          | -                              | -                              | -                              | -                              | 0                | -0               | 0                | 0                | 0                     | -0                    | 0                     | 0                     | 0        | -0     | 0           | 0          |
| Marquinhos      | 25       | 2       | 2           | 0          | 5+4                            | 0                              | 0                              | 0                              | 7                | 0                | 1                | 0                | 1                     | 0                     | 0                     | 0                     | 42       | 2      | 3           | 0          |
| B. Matuidi      | 35       | 4       | 2           | 0          | 5+4                            | 0                              | 0+1                            | 0                              | 10               | 1                | 2                | 0                | -                     | -                     | -                     | -                     | 54       | 5      | 5           | 0          |
| Maxwell         | 26       | 3       | 1           | 0          | 2+2                            | 1+1                            | 0                              | 0                              | 10               | 0                | 0                | 0                | -                     | -                     | -                     | -                     | 40       | 5      | 1           | 0          |
| H. Ongenda      | 0        | 0       | 0           | 0          | -                              | -                              | -                              | -                              | -                | -                | -                | -                | 1                     | 0                     | 0                     | 0                     | 1        | 0      | 0           | 0          |
| J. Pastore      | 34       | 5       | 4           | 0          | 4+2                            | 1+0                            | 0                              | 0                              | 10               | 0                | 0                | 0                | 1                     | 0                     | 0                     | 0                     | 51       | 6      | 4           | 0          |
| A. Rabiot       | 21       | 4       | 1           | 0          | 5+3                            | 0                              | 1+0                            | 0                              | 4                | 0                | 0                | 0                | 0                     | 0                     | 0                     | 0                     | 33       | 4      | 2           | 0          |
| S. Sirigu       | 34       | -28     | 2           | 0          | 0                              | -0                             | 0                              | 0                              | 10               | -15              | 0                | 0                | 1                     | 0                     | 0                     | 0                     | 45       | -43    | 2           | 0          |
| Thiago Motta    | 27       | 0       | 9           | 0          | 2+2                            | 0                              | 0+1                            | 0                              | 6                | 0                | 1                | 0                | 1                     | 0                     | 0                     | 0                     | 38       | 0      | 11          | 0          |
| Thiago Silva    | 26       | 1       | 1           | 0          | 5+3                            | 0                              | 0                              | 0                              | 6                | 1                | 0                | 0                | -                     | -                     | -                     | -                     | 40       | 2      | 1           | 0          |
| G. van der Wiel | 25       | 1       | 3           | 1          | 5+0                            | 0                              | 0                              | 0                              | 10               | 0                | 2                | 0                | 1                     | 0                     | 0                     | 0                     | 41       | 1      | 5           | 1          |
| M. Verratti     | 32       | 2       | 12          | 0          | 5+3                            | 1+0                            | 2+1                            | 0                              | 7                | 1                | 3                | 0                | 1                     | 0                     | 1                     | 0                     | 48       | 4      | 19          | 0          |